# Arrimal
Arrimal é uma povoação portuguesa do Município de Porto de Mós que foi sede da extinta Freguesia de Arrimal, freguesia que tinha 18,57 km² de área e 774 habitantes (2011), e, por isso, uma densidade populacional de 41,7 hab/km².
A Freguesia de Arrimal foi extinta em 2013, no âmbito de uma reforma administrativa nacional, para, em conjunto com a Freguesia de Mendiga formar uma nova freguesia denominada União das Freguesias de Arrimal e Mendiga, com sede em Mendiga.

## Localização Geográfica
Situa-se a sudoeste no limite da sede do Município de Porto de Mós do qual dista cerca de 17 Km.
A freguesia confinava com as freguesias de Mendiga, Serro Ventoso, Turquel, Évora de Alcobaça, Aljubarrota, Alcanede e Alcobertas.

## Geografia
A freguesia conta com um património natural de beleza excecional, dada a sua integração no Parque Natural das Serras de Aire e Candeeiros, apresentando um relevo acidentado. O lugar do Arrimal situa-se num vale aplanado, delimitado a oeste pela Serra dos Candeeiros e a este pelo Planalto de Santo António, o que lhes confere um enquadramento geográfico privilegiado, de elevado interesse paisagístico. 
A Freguesia de Arrimal, encontra-se totalmente inserida no Parque Natural das Serra d'Aire e Candeeiros (PNSAC), desde a sua criação em 4 de Maio de 1979.
Clima
         A área abrangida pela freguesia de Arrimal encontra-se numa situação de transição entre influências mediterrâneas e atlânticas, pelo que gera um microclima. Por ano, o número de horas de sol descoberto é de cerca de 2350 horas. O valor mensal de insolação poderá ser três vezes maior no Verão, em relação aos meses de Inverno. No que diz respeito à ocorrência de precipitação anual, esta varia entre 900 mm e 1300 mm, tornando-a na zona da Estremadura em que a pluviosidade média é mais elevada dado tratar-se de uma barreira de condensação relativamente aos ventos húmidos oriundos do mar. Por este motivo é das poucas zonas do pais onde é possível cultivar produtos agrícolas sem ser necessária a rega ou pelo menos a sua necessidade é muito diminuta. Durante cerca de dois a três meses do ano, poderão ocorrer geadas, normalmente entre o fim do Outono e o fim do Inverno.
Geologia
é o resultado dos movimentos tectónicos, movimentos continuados das placas continentais e oceânicas, e da dissolução das rochas pelas águas da chuva ao longo de milhares de anos. O processo natural da fractura da rocha, associado à passagem das águas pluviais no seu percurso descendente, favoreceu o alargamento das fendas - lapiás que, por sua vez, conduziram à formação de túneis e de galerias subterrâneos- algares de que destacam-se os seguintes:
- Algar do Cabeço da Pedreira . Diz-se que tem ligação com a nascente do rio Alcôa.
- Algar da Rusteira - No passado este algar era conhecido como o cemitério dos burros pelo facto de quando estes animais morriam se lá irem depositar.

A rocha é um elemento sempre presente na paisagem do Parque Natural das Serras de Aire e Candeeiros que ocupa mais de dois terços do Maciço Calcário Estremenho (no Maciço Calcário Mesozóico) que é a mais importante zona calcária de Portugal.
Tal como é característico das regiões calcárias, encontramos aqui um tipo particular de paisagem: a paisagem cársica, que se realça pelo seu aspeto ruiniforme e árido, sem igual no nosso país seja pela sua variedade seja pela sua quantidade e beleza singular do relevo da paisagem.
Ao longo do tempo, através de processos geomorfológicos, os elementos naturais foram modelando a rocha, sobretudo de origem calcária, dando origem a mais de mil e quinhentas grutas. À superfície, outros elementos geológicos de relevo são os algares, os campos de lapiás, as dolinas (Dolinas do Arrimal), as uvalas e os poljes. O Maciço, como qualquer formação montanhosa, teve origem nos movimentos tectónicos da crosta terrestre que, após milhares de anos de movimentações das placas continentais e oceânicas, emergiu da superfície.
Uma grande parte das estruturas geológicas existentes teve a sua origem no Jurássico Médio. Outras, de génese mais recente, são constituídas por materiais detríticos e sedimentares. É de referir ainda a presença de terra rossa, sobretudo em zonas de depressão.
Possui ainda das poucas salinas de origem não marinha existentes em Portugal. De especial relevo as salinas da Fonte da Bica, localizadas em Rio Maior.
Recursos Hídricos
           A área da freguesia é marcada por uma paisagem árida mas apesar da escassez de água à superfície o subsolo desta zona constitui um dos maiores, se não mesmo o maior reservatório subterrâneo de água doce do país. Este reservatório estendesse desde Rio Maior até Porto de Mós e possuí cerca de sessenta e cinco mil hectares.
A sua alimentação é feita pelas águas pluviais que devido às características próprias do solo calcário se infiltra no subsolo criando autenticas ribeiras subterrâneas. Estas ribeiras quando a sua capacidade de armazenamento se esgota a água o excedente volta à superfície, formando uma nascente cársica como é o caso da nascente do Rio Alcôa, o Rio Lena Rio Almonda e as nascentes dos Olhos de Água do Alviela, a mais importante de todas e alvo de captação por parte da EPAL para fornecimento de água a Lisboa desde 1880. De menor importância também nasce em um ribeiro nas Alcobertas.Parque Natural das Serras de Aire e Candeeiros.

## Heráldica
Brasão:
O brasão da freguesia do Arrimal foi publicado a 8 de Agosto de 2001 no Diário da República. È composto por um escudo de vermelho com arco arquitetónico de prata que simboliza o ex-libris dos coutos de Alcobaça e marco histórico do Arrimal: O Arco da Memória. Por cima estão quatro ramos de oliveira de ouro, cruzados dois a dois, que simbolizam a agricultura. Em baixo estão quatro tiras onduladas, duas em azul e duas em branco, que simbolizam as duas lagoas do Arrimal: a lagoa Pequena e a lagoa Grande. Em cima está a coroa mural de prata de três torres para indicar que é uma freguesia. No listel branco está a negro o nome da freguesia: «ARRIMAL» 
Bandeira:
Na bandeira do Arrimal podemos encontrar o seu escudo. É branco com cordões e borlas de prata e vermelho. A haste e lança são de ouro. 

## População
| População da freguesia de Arrimal | População da freguesia de Arrimal | População da freguesia de Arrimal | População da freguesia de Arrimal | População da freguesia de Arrimal | População da freguesia de Arrimal | População da freguesia de Arrimal | População da freguesia de Arrimal | População da freguesia de Arrimal | População da freguesia de Arrimal | População da freguesia de Arrimal | População da freguesia de Arrimal | População da freguesia de Arrimal | População da freguesia de Arrimal | População da freguesia de Arrimal |
| --------------------------------- | --------------------------------- | --------------------------------- | --------------------------------- | --------------------------------- | --------------------------------- | --------------------------------- | --------------------------------- | --------------------------------- | --------------------------------- | --------------------------------- | --------------------------------- | --------------------------------- | --------------------------------- | --------------------------------- |
| 1864                              | 1878                              | 1890                              | 1900                              | 1911                              | 1920                              | 1930                              | 1940                              | 1950                              | 1960                              | 1970                              | 1981                              | 1991                              | 2001                              | 2011                              |
| 611                               | 631                               | 678                               | 761                               | 791                               | 744                               | 699                               | 841                               | 866                               | 869                               | 861                               | 853                               | 815                               | 747                               | 774                               |

## História
O povoamento da freguesia remonta certamente ao período pré-histórico de acordo com os vestígios de fragmentos cerâmicos encontrados e foi sendo sucessivamente povoada por outros povos que se foram instalando ao longo dos séculos e aproveitando os solos férteis das planícies do vale e a disponibilidade de águas das Lagoas. 
O topónimo Arrimal, prende-se segundo a tradição oral à época da reconquista cristã, quando D. Afonso Henriques, em 1147 se deslocava de Coimbra a caminho de Santarém para tomar este aos mouros. O rei, com um grupo de cavaleiros e homens de armas, deslocou-se cautelosamente pelo caminho mais tarde chamado de Estrada Real,  depois subiu a serra dos Albardos (hoje Candeeiros) e decidiu acampar, num local chamado de Memória, no cimo da serra, onde terá feito a promessa ao Frei Bernado que o acompanhava de doar todas as terras que dali se avistavam até ao mar; aos monges da ordem de S. Bernardo,  diz-se que este voto foi feito em uma quinta-feira, 13 de Maio de 1147, mas devido ao vento que ai se fazia sentir suspendeu a ordem e mandou avançar para melhor local, que acabou por ser na área envolvente da Lagoa Pequena onde hoje está o edifício da Junta de Freguesia do Arrimal e aí mandou «arrimar armas e animais» e foi esta exclamação que mais tarde com a evolução fonética viria a dar o nome de ARRIMAL.
A povoação segundo a tradição oral terá fornecido homens para ajudarem D. Fuas Roupinho a retomar Porto de Mós aos Mouros em 1148, os quais partiram desta localidade durante a noite que a antecedeu de modo a apanharem os Mouros de surpresa.
Em 14 de Agosto de 1385 o rei Juan de Castela e as suas tropas fugiram  em debandada do campo de batalha de Aljubarrota tendo o rei com os seus cavaleiros na fuga passado pelo Arrimal a caminho de Santarém para onde o rei se pretendia se refugiar.  
A criação da Paróquia do Arrimal, começou por ser um curato da apresentação da Colegiada de S. Pedro de Porto de Mós, de cuja freguesia se desanexou em 1525, por determinação do arcebispo de Lisboa o cardeal do título de S Braz, e infante D. Affonso, filho do rei D. Manuel I, mandaram os seus representantes que os ditos vigários e beneficiados  lhes dessem capelão, que lhes administrasse os santos sacramentos e dissesse missa; o que no ano seguinte 1526, foi confirmado pelo dito arcebispo. E foi elevada a freguesia alguns anos mais tarde.  
Durante a segunda Invasão Francesa que iniciara em Outubro de 1810 e se prolongara pelo inverno de 1810/1811 comandada pelo general Massena, as tropas napoleónicas passaram pela freguesia tendo segundo, a tradição oral  o destacamento quando chegou instalou-se na Igreja de Santo. António do Arrimal montando aí o seu acampamento no adro e colocando os cavalos dentro da igreja. Durante o período das Invasões Francesas conta-se que o cálice de ouro e outras alfaias litúrgicas da igreja foram escondidas na encosta do Arrimal, no estábulo do burro da casa do pároco para evitar a sua pilhagem pelo invasor. Menos sorte tiveram os livros de registos paroquiais que foram destruídos pelas tropas franceses.  
Organização Administrativa
A freguesia começou por pertencer à comarca de Ourém a partir do ano de 1839 passou a pertencer à Comarca de Leiria, tendo sido integrada na Comarca de Porto de Mós em 1855.
Por supressão do concelho de Porto de Mós, esteve anexa ao concelho de Alcobaça de 7 de Setembro de 1895 a 13 de Janeiro de 1898, ano que regressou á tutela do restaurado concelho (atual município) de Porto de Mós, a que ainda hoje pertence.

## Lugares
Além da sede, a Freguesia de Arrimal englobava os seguintes lugares:
- Casal Novo
- Serventia
- Vale da Pia
- Casal de Vale de Ventos (repartida pelas freguesias de Arrimal, Évora de Alcobaça e Turquel)
- Portela do Pereiro (repartida pelas freguesias de Arrimal e Évora de Alcobaça)
- Arrabal
- Alqueidão do Arrimal
- Portela de Vale Espinho

## Colectividades
- Igreja de Santo António (Arrimal)
- Edifício da Junta de Freguesia do Arrimal
- Centro Cultural e Recreativo e Desportivo do Arrimal - C.C.R.D de Arrimal
- O C.C.R.D. do Arrimal dispõe de um Pavilhão Gimnodesportivo CCRD - Arrimal - Utilizado, para eventos Desportivos, Recreativos e Culturais da comunidade.
- Campo de Futebol do Arrimal
- Terra com tradições ancestrais que se podem reviver com o seu Rancho Folclórico Luz dos Candeeiros.
- Escola Básica do Arrimal
- Jardim de Infância do Arrimal
- Parque de Campismo - PNSAC
- Lavadouros
- Cemitério do Arrimal
- Furo de Água da Lagoa Grande

## Património

#### Património Arquitetônico
- Arco da Memória
- Poço da Corrente
- Chafariz do Poço da Corrente - (já demolido)
- Antiga Escola Primária do Arrimal
- Monumento aos Combatentes do Arrimal na Praça dos Combatentes

#### Património de Natureza
- Lagoa Pequena do Arrimal
- Lagoa Grande do Arrimal
- Lagoa da Portela de Vale de Espinho

#### Património Religioso
- Antiga Igreja de Santo António do Arrimal
- Capela de São João Batista (Arrimal)
- Capela de São Silvestre (Alqueidão do Arrimal)
- Cruzeiro do Poço da Corrente no Arrimal
- Cruzeiro do Outeiro
- Cruzeiro de São Miguel na Lagoa Grande
- Cruzeiro do Adro do Alqueidão do Arrimal
- Cruzeiro da Travessa de Além no Alqueidão do Arrimal

#### Património Industrial
- Moinhos da Portela de Vale de Espinho
- Moinho da Portela do Pereiro
- Moinho do Alqueidão do Arrimal
- Moinhos da Cabeça Gorda
- Moinhos do Casal de Vale de Ventos

- Mina e Forno de Carvão de São João no Alqueidão do Arrimal

- Mina de Carvão da Portela do Pereiro
- Mina de Carvão do Casal de Vale Ventos

## Lendas
- O cabrito de ouro – Na Serra da Lua existia um único ponto de onde eram observáveis as torres de três igrejas: de Serro Ventoso, da Mendiga e de Monsanto. Segundo a lenda, quando em noites de lua cheia se coloca no local um cincaimão(1) materializado por corda ou cordel de trovisco ou alfavaca ,de modo que três pontas consecutivas daquele símbolo apontem para as três torres , um cabrito de ouro vem ai repousar no seu abrigo subterrâneo.
A chegada deste é precedida por uma brisa forte e de curta duração. Se o cincaimão estiver bem montado e as pessoas não se assustarem, o cabrito não dá pela sua presença, saltando exatamente para o centro do símbolo, some-se para o seu abrigo. A tradição diz ter havido várias tentativas para o apanhar, todas elas falhadas. Quem algum dia o tentou, sempre foi destetado pelo cabrito, o qual o desmemoriou para que ninguém saiba do seu paradeiro exato. Relativamente ao sítio dos Cabrinzes, na mesma serra, corre outra lenda sobre um cabrito de ouro, se é que não se trata da mesma. Segundo ela, há naquele sítio uma pequena lapa onde à meia-noite da passagem de ano, aparece o Feto Rei. Quem o colher é que apanha o cabrito de ouro.
- Vale da Lapa – Num sítio do vale da Lapa, no lugar de Alqueidão havia escondido, um pote de oiro e outro de veneno.
- Panela de Ferro com Oiro – Num lugar da área do Alqueidão dizia-se haver uma panela de ferro cheia de oiro, que alguém enterrara. O aro ficara de fora para referenciar o local mas as cabras, ao passarem, foram – no desgastando, não tendo por isso sido ainda encontrado. A panela situa-se num antigo carreiro de cabras.
- Painel - Bairrada - No sítio Painel – Bairrada, houve-se berrar um bezerro durante certas noites. Quem tentar aproximar-se do local onde o houve, passará de imediato a ouvi-lo do sítio oposto. Se não for perseguido, ouvir-se-á cantar próximo um galo e á volta ver-se-ão luzes dançando. Passando por ali em animal não ferrado, ver-se-ão as luzes porem sobre os cascos do animal, donde começarão a sair faúlhas como de uma fornalha. As faúlhas não queimam nem gastam os cascos.
- Relveiro das Bruxas – Neste sítio da Serventia dançavam as bruxas em noites de luar. Um homem que por ali passou certa noite, e que se viu apoquentado por elas, abateu uma a cajado. O reboliço gerado foi tal que se viu forçado a levá-la, as costas, para casa. Assim ficou a saber quem era

## Economia
No final do século XIX e inicio do século XX, o Arrimal era  a freguesia do concelho de Porto de Mós que possuía a maior riqueza de produção agrícola, sobretudo ao nível dos cereais, como o milho e o trigo. Mas o produto agrícola de maior riqueza da freguesia era sem dúvida o azeite tendo tal importância este produto agrícola que no brasão  da freguesia possuía entre quatro ramos de oliveira de ouro frutados de negro que simbolizam a Agricultura. A grande abundância  de oliveiras da região permitia uma grande produção de azeite e de uma qualidade excecional. 
A partir dos anos 50 do século XX o sector primário do ramo da Agricultura entrou em declínio tendo se mantido sobretudo ancorado pelo aumento da produção pecuária, mas por volta dos anos 90 do século XX a atividade agropecuária entrou em declínio e presentemente apenas se mantem algumas explorações pecuárias e a agricultura que se pratica é sobretudo de subsistência.    
A economia do Arrimal é sobretudo baseada no setor primário, da indústria extratora de pedra. O setor secundário também apresenta alguma relevância, sendo a principal fonte de receita existente na freguesia proveniente da indústria de transformação de pedra. O sector terciário embora existente não é tão relevante abrangendo estabelecimentos comerciais dos seguintes ramos restauração, ao comércio a retalho serviços públicos e hotelaria.

## Alojamento
- Casa Arrimal
- Parque de Campismo do Arrimal
- Casa da Figueira